# Cardinal Records
Cardinal Records is een Belgisch platenlabel. 
Het werd in 1964 opgericht door Rocco Granata en Mr. Craeynest, Granata werd later de enige eigenaar van het label. 
Enkele artiesten waarvan werk op het label verscheen waren Rocco Granata zelf, George Baker Selection, Louis Neefs, Miel Cools, Marva, Will Ferdy, De Elegasten, Tee Set en ook Sam Bettens kreeg er voor het eerst een kans.